# Pozo Izquierdo
Pozo Izquierdo, in de volksmond vaak afgekort tot Pozo, is een plaats in de gemeente Santa Lucia de Tirajana, aan de oostkust van het eiland Gran Canaria in Spanje.

## Het strand
Het strand van Pozo, El Arenal, is vooral bekend als een ideale wavespot voor het windsurfen. Regelmatig vinden er wedstrijden en wereldkampioenschappen van de PWA plaats. Een aantal professionele windsurfers zoals Daida en Iballa Ruano Moreno, ook wel de Moreno Twins, zijn er opgegroeid. Veel andere bekende windsurfers wonen op het eiland of trainen er regelmatig, zoals Philip Köster, Björn Dunkerbeck en zijn zoon Liam Dunckerbeck, Sarah-Quita Offringa, Victor Fernandez Lopez, Alexia Kiefer Quintana en haar broer Carlos Kiefer Quintana. 
In de zomer wordt er meestal gevaren met zeilmaten tussen 3 en 4 meter. De meest dominante windrichting is de noordoostpassaat en staat links aanlandig in de baai van Pozo. In de winter is de wind gematigder en komt hij meer uit het oosten. De golven zijn in die periode hoger en er wordt dan ook vaker aan golfsurfen of bodyboarden gedaan. 
Andere surfspots in de buurt zijn Bahía de Formas (een vlakwaterspot voor beginnende windsurfers), Salinas de Arinaga, Mosca Point, Salinas de Pozo (meer bekend onder kitesurfers) en Vargas (met gelijkaardige vaaromstandigheden als Pozo). In de luwte van de bergen verder naar het zuiden ligt Bahía de Feliz. De meeste surfstranden bestaan uit grote ronde keien, zandstranden zijn er eerder zeldzaam. 

## Het dorp
Pozo Izquierdo zelf telt ongeveer 1300 inwoners. Er zijn weinig faciliteiten. Het landschap is kaal en vulkanisch en wordt gekenmerkt door de vele windmolens en bananenplantages in de omgeving.  De twee grootste nabijgelegen stadjes zijn Vecindario, eveneens onderdeel van Santa Lucia de Tirajana, en Arinaga, dat bij Aguïmes hoort. Pozo Izquierdo dankt haar naam aan het bestaan van een zoetwaterbron vlak bij het strand (Pozo betekent put en izquierdo betekent links). In de baai zelf is er nog het Centro Internacional de Windsurfing gevestigd, en verderop zijn er nog een aantal bedrijven, waar onder andere aan zoutwinning wordt gedaan.